# Francisco Alcobendas
Francisco Alcobendas (Buenos Aires, Argentina; 1838 - íd.; 1911) fue un abogado, ministro e Intendente de la Ciudad de Buenos Aires (entre 1896 y 1898).

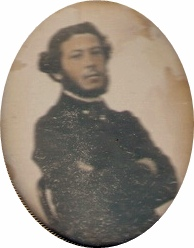
Retrato al daguerrotipo de Alcobendas en su juventud.

Se recibió de abogado y ejerció su profesión durante años. En 1859 fue iniciado masón en la Liga Unión del Plata. Ejerció un cargo en la Legislatura de Buenos Aires y fue Ministro de Gobierno de la provincia de Buenos Aires.

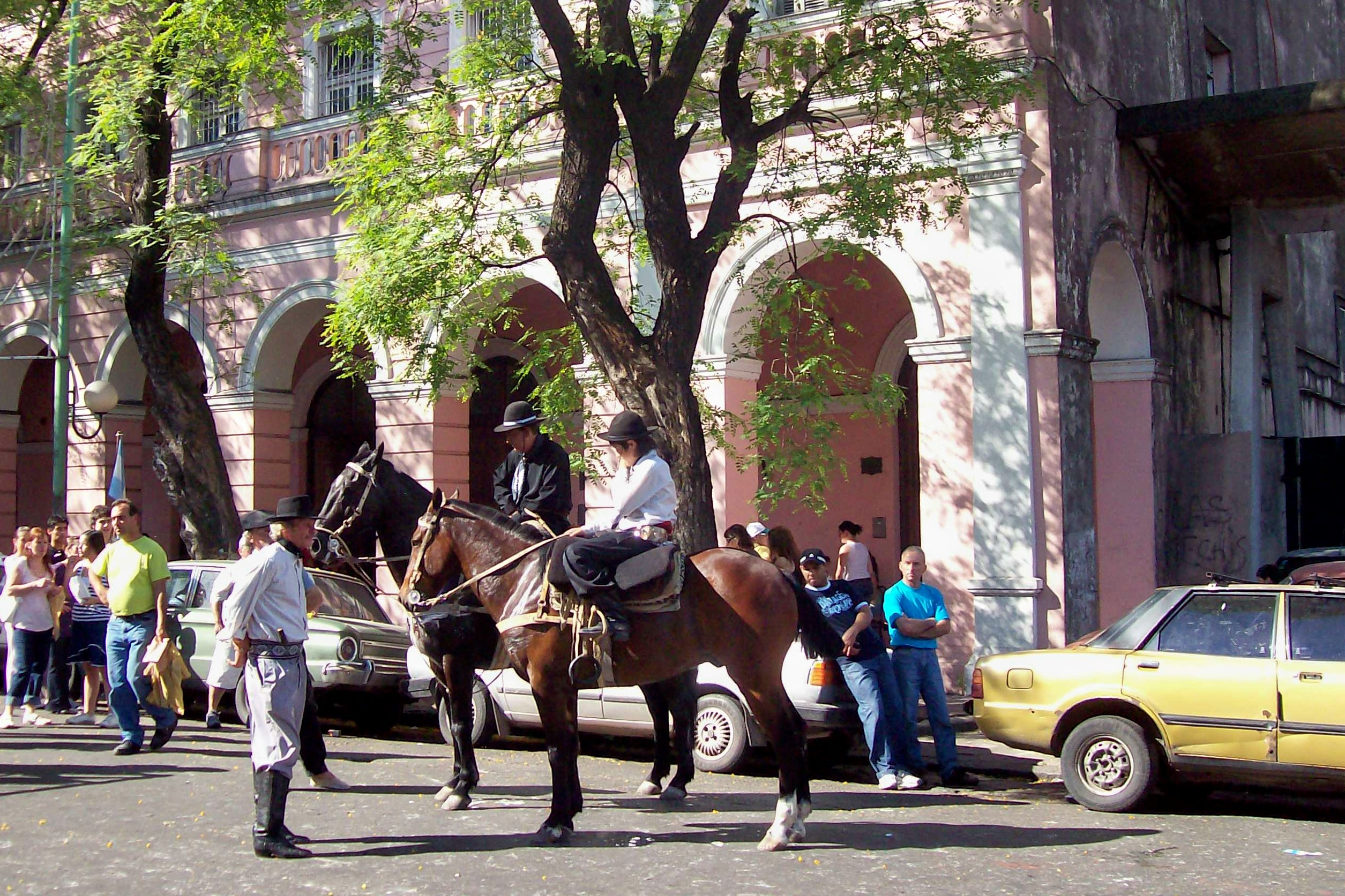
Gauchos en la Feria de Mataderos, frente al ex Mercado Nacional de Hacienda.

Fue nombrado en su cargo de Intendente Municipal por el Presidente José Evaristo Uriburu en 1896, y entre sus obras de gobierno se pueden contar la colocación de la piedra fundamental de la primera sinagoga en Buenos Aires, en 1898; el impulso en 1897 de las obras del Mercado Nacional de Hacienda en el actual barrio de Mataderos (inaugurado finalmente en 1900); la conclusión de la Avenida de Mayo; la construcción del Hospital Seccional de La Boca (germen del actual Hospital Argerich); la demolición de las verjas del antiguo Cementerio del Sud en 1896, para embellecer el nuevo Parque Bernardino Rivadavia (hoy Parque Ameghino); la provisión de alumbrado público, a cargo de la Compañía General de Electricidad de Buenos Aires, en 1898; y la aprobación -en ese mismo año- de un proyecto presentado por James Killey, para la construcción de un tranvía subterráneo de tracción por cable, uniendo Puerto Madero con la estación Once de Septiembre, que finalmente no se concretó.
Un hecho trágico se dio durante su gestión ocurrió el 14 de febrero de 1897, cuando se incendió completamente la Estación Central, construida por las compañías ferroviarias inglesas en conjunto para acercar sus servicios a un costado de la Casa de Gobierno. La estación se había inaugurado en 1872, y el crecimiento notable que había sufrido la ciudad en esos 25 años se había sumado a la construcción del Puerto Madero para hacer incómoda su ubicación en un lugar tan céntrico. 
Las compañías inglesas intentaron conservar ese lugar para mantener su privilegio, pero Alcobendas se negó enérgicamente, considerando que definitivamente los ferrocarriles debían tener sus terminales en lugares más alejados. Ante la iniciativa del Ferrocarril a Ensenada de comenzar a reconstruir garitas provisorias para reanudar el servicio, al día siguiente del incidente, el Intendente ordenó desarmar las casillas y hacer que el Jefe de estación y el boletero se retiraran. Ambos se resistieron, y la Policía tuvo que intervenir para desmontar las construcciones aún con los empleados en su interior, por orden de la Administración del ferrocarril.
Fue sucedido en su cargo por Martín Biedma (interino), hasta que asumió Adolfo Bullrich, designado por el Presidente Julio Argentino Roca en 1898.
Formó parte del jurado que en 1895 eligió el proyecto del actual Palacio del Congreso de la Nación Argentina, inaugurado en 1906.
Murió en 1911.